# Nokia 3109 classic
Il Nokia 3109 classic è un telefono cellulare prodotto dall'azienda finlandese Nokia e messo in commercio nel 2007.

## Caratteristiche
- Dimensioni: 108 x 45 x 89 mm
- Peso: 89 g
- Risoluzione display: 128 x 160 pixel a 262 144 colori
- Durata batteria in conversazione: 4 ore
- Durata batteria in standby: 380 ore (15 giorni)
- Bluetooth e infrarossi